# Saison 2 de WorkinGirls
 (février 2013).
Si vous disposez d'ouvrages ou d'articles de référence ou si vous connaissez des sites web de qualité traitant du thème abordé ici, merci de compléter l'article en donnant les références utiles à sa vérifiabilité et en les liant à la section « Notes et références ».
Chronologie
Saison 1 Saison 3
Cet article présente les épisodes de la deuxième saison de la série télévisée française WorkinGirls, composée de 12 épisodes.

## Épisodes

### Épisode 1:Le Déménagement
- France : 13 juin 2013 à 22h35 sur Canal+

### Épisode 2:Deb in love
- France : 13 juin 2013 à 22h50 sur Canal+

### Épisode 3:La Visite médicale
- France : 13 juin 2013 à 23h00 sur Canal+

### Épisode 4:Les Catherinettes
- France : 20 juin 2013 à 22h40 sur Canal+

### Épisode 5:Le Plan de licenciement
- France : 20 juin 2013 à 22h50 sur Canal+

### Épisode 6:La Nouvelle Nathalie
- France : 20 juin 2013 à 23h05 sur Canal+

### Épisode 7:Cost killer
- France : 27 juin 2013 à 22h40 sur Canal+

### Épisode 8:New management
- France : 27 juin 2013 à 22h50 sur Canal+

### Épisode 9:La Grève
- France : 27 juin 2013 à 23h00 sur Canal+

### Épisode 10:L'Âge de raison
- France : 4 juillet 2013 à 22h30 sur Canal+

### Épisode 11:Lipdub
- France : 4 juillet 2013 à 22h45 sur Canal+

### Épisode 12:La Tour infernale
- France : 4 juillet 2013 à 22h55 sur Canal+